# Анастасия Туманишвили-Церетели
Анастасия Туманишвили-Церетели (на грузински: ანასტასია თუმანიშვილ-წერეთელი) е грузинска журналистка, общественичка и писателка на произведения в жанра детска литература.

## Биография и творчество
Анастасия Михайловна Туманишвили-Церетели е родена на 25 август 1849 г. в Тифлис, Тифлиска губерния. Завършва през 1865 г. Института за благородни жени от Закавказието.
През 1870-те Анастасия Туманишвили си сътрудничи и получава информация за европейското образование от грузински жени в Цюрих: Пелагия Нацвилишвили, Екатерина и Олимпиада Николадзе, Олга Гурамишвили, Ефемия Елиозишвили, Екатерина Меликишвили, Мариам Церетели. През 1876 г. посещава Швейцария и Франция, където учи за методи и педагогически идеи за възпитание на малки деца, базирани на методите на Песталоци.
След завръщането си в Грузия се включва в културно-просветния живот на страната. Заедно с Екатерина Габашвили и Кеке Мески, работи неуморно за обучението на учители и подобряването на образованието на момичетата. Своите идеи излага в писмата си: „За вниманието на обществеността“ и „Женското професионално професионално училище в Тбилиси“.
Активен член е на Дружеството на грамотността сред грузинците, на Дружеството на педагозите и педагозите за жени и на женското общество „Образование“. Организатор е на младежката журналистика.
През 1883 г. е сътрудник на списание „ნობათი“ (Дарове). Под нейно ръководство през 1884 г. в Хелтубани край Гори са създадени училище и сиропиталище, а две години по-късно основава и ръководи Грузинското дружество на жените учителки.
През 1890 г. основава списание „ჯეჯილი“ (Нива), което играе важна роля в развитието на грузинската детска литература в Грузия.
Първият ѝ превод на разкази на Алфонс Доде и на Уолтър Скоте са публикувани през 1876 г. Първият ѝ разказ „Жертвата на бащата“ е публикуван през 1880 г. В периода 1881 – 1984 г. публикува поредица от кратки разкази и есета във вестниците „Дроба“ и „Иверия“.
През 1891 г. се омъжва за известния грузински писател Георгий Церетели. В периода 1893 – 1904 г. заедно с Георгий Церетели е съредактор и издател на списание „კვალის“ (Бразди).
През 1908 г. тя основава Женското дружество „Образование“ и Женската гимназия на ул. „Казбеги“ в Тбилиси (Училище Казбеги). През 1923 г. при болшевишкия режим те са закрити.
Анастасия Туманишвили-Церетели умира на 7 февруари 1932 г. в Тифлис, Грузинска ССР, СССР. Погребана е в Пантеона Мтацминда.

## Произведения
- Молагури (1887)
- Пять рассказов (1888)
- Кона (1823)
- Живой дискурс (1924)
- Цветок (1926)